# Fundació GNOME
La Fundació GNOME (GNOME Foundation en anglès) és una organització sense ànim de lucre amb seu a Orinda (Califòrnia, Estats Units), dedicada a coordinar els esforços del projecte GNOME.

## Propòsit
La fundació GNOME treballa per acomplir l'objectiu del projecte GNOME: crear una plataforma informàtica per a ús general que sigui completament programari lliure.
Per a tal propòsit, la fundació coordina les noves versions de GNOME i determina els projectes que en formen part. La fundació fa també de representació del projecte GNOME, actuant de mitjà de comunicació amb la premsa i amb organitzacions comercials i no comercials interessades en el programari GNOME. La fundació també pot produir materials i documentació per a ajudar el públic a conèixer millor el programari GNOME. A més, pot patrocinar conferències tècniques relacionades amb el GNOME.

## Direcció
Entre 2008 i 2010, Stormy Peters en va ser el director executiu. Va ser substituït el 2011 per Karen Sandler, que va ocupar el càrrec fins a 2014, i ja no va ser substituïda per ningú.

## Junta
La junta és elegida cada any a través d'una votació organitzada pel Comitè electoral de la fundació GNOME.
La junta actual (2014-2015) és formada per Jean-François Fortin Tam, Andrea Veri, Ekaterina Gerasimova, Shaun McCance, Allan Day, Christian Hergert i Cosimo Cecchi.

### Membres anteriors destacats
- Nat Friedman (2001–2003)
- Jim Gettys (2000–2002)
- Miguel de Icaza (2000–2002)
- Raph Levien (2000–2001)
- Michael Meeks (2001)
- Federico Mena Quintero (2000–2001, 2004–2005)
- Havoc Pennington (2000–2001)

## Socis
Tots els contribuents al projecte GNOME poden demanar ser membres de la fundació. Tots els membres poden ser escollits per a la junta a les eleccions i proposar votacions per referèndum.